# .vu
.vu (Vanuatu) é o.vu código TLD (ccTLD) na Internet para o Vanuatu.